# Valerie Thomas
Valerie L. Thomas (Maryland, Estados Unidos, 8 de fevereiro de 1943) é uma cientista e inventora americana. Ela inventou o transmissor de ilusão, pelo qual recebeu uma patente em 1980. Ela foi responsável pelo desenvolvimento dos sistemas de processamento de imagem em formatos de mídia digital usados nos primeiros anos do programa Landsat.

## Infância e educação
Thomas se interessou por ciência quando criança, depois de observar seu pai mexendo na televisão e vendo as partes mecânicas dentro da TV. Aos oito anos, ela leu The Boys First Book on Electronics, que despertou seu interesse em uma carreira na ciência. Seu pai não a ajudava com os projetos do livro, apesar de seu próprio interesse por eletrônica. Na escola só para meninas que frequentou, ela não foi incentivada a fazer cursos de ciências e matemática, embora tenha conseguido fazer um curso de física.
Thomas não teve muito apoio quando criança; seus pais não lutaram por seu direito de estudar um currículo STEM, mas ela teve alguns professores que lutaram por ela quando jovem. Ela frequentou a Universidade Estadual Morgan, onde foi uma das duas mulheres que se especializaram em física. Thomas se destacou em seus cursos de matemática e ciências na Universidade Estadual Morgan. Ela se formou com honras em 1964 em física e passou a trabalhar para a NASA.
Em 1976, ela participou de um seminário científico onde viu uma exposição que demonstrava uma ilusão. A exposição usava espelhos côncavos para enganar o espectador a acreditar que uma lâmpada estava acesa mesmo depois de ter sido desparafusada de seu soquete. Ela ficou tão impressionada com o que viu neste seminário que quis começar a criar por conta própria. Mais tarde naquele ano, ela começou a experimentar espelhos planos e côncavos. Os espelhos planos produzem um reflexo de um objeto que parece estar atrás do vidro. Os espelhos côncavos refletem os objetos para que apareçam na frente do vidro, produzindo uma ilusão tridimensional.

## Carreira
Em 1964, Thomas começou a trabalhar para a NASA como analista de dados. Ela desenvolveu sistemas de dados de computador em tempo real para apoiar centros de controle de operações de satélite (1964–1970) e supervisionou a criação do programa Landsat (1970–1981), tornando-se uma especialista internacional em produtos de dados Landsat. Sua participação neste programa expandiu os trabalhos de outros cientistas da NASA na busca de poder visualizar a Terra do espaço. Em 1974, Thomas liderou uma equipe de aproximadamente 50 pessoas para o Large Area Crop Inventory Experiment (LACIE), um esforço conjunto com o Johnson Space Center da NASA, a National Oceanic and Atmospheric Administration (NOAA) e o Departamento de Agricultura dos EUA. Um projeto científico sem precedentes, o LACIE demonstrou a viabilidade do uso de tecnologia espacial para automatizar o processo de previsão de rendimento de trigo em todo o mundo. Em 1976, ela participou de uma exposição que incluía a ilusão de uma lâmpada que estava acesa, mesmo tendo sido retirada do soquete. A ilusão, que envolvia outra lâmpada e espelhos côncavos, inspirou Thomas. Curiosa sobre como espelhos de luz e côncavos poderiam ser usados em seu trabalho na NASA, ela começou sua pesquisa em 1977. Isso envolveu a criação de um experimento no qual ela observou como a posição de um espelho côncavo afetaria o objeto real que é refletido. Usando esta tecnologia, ela inventaria o transmissor de ilusão. Em 21 de outubro de 1980, ela obteve a patente do transmissor de ilusão, um dispositivo que a NASA continua a usar até hoje. Como mulher e afro-americana, Thomas trabalhou até chegar a chefe adjunta do Space Science Data Operations Office da NASA.
Em 1985, ela foi a gerente do NSSDC Computer Facility responsável por uma grande consolidação e reconfiguração de duas instalações de computadores anteriormente independentes e as infundiu com novas tecnologias. Ela então atuou como gerente de projeto da Space Physics Analysis Network (SPAN) de 1986 a 1990, durante um período em que a SPAN passou por uma grande reconfiguração e cresceu de uma rede científica com cerca de 100 nós de computador para uma conectando diretamente cerca de 2.700 nós de computador em todo o mundo. Em 1990, o SPAN tornou-se uma parte importante da rede científica da NASA e da Internet de hoje. Ela também participou de projetos relacionados ao Cometa Halley, pesquisa de ozônio, tecnologia de satélites e a espaçonave Voyager.
No final de agosto de 1995, ela se aposentou da NASA e de seus cargos de chefe adjunta do Escritório de Operações de Dados Científicos Espaciais da NASA, gerente da Capacidade de Resposta a Incidentes de Sistemas Automatizados da NASA e como presidente do Comitê de Educação do Escritório de Operações de Dados Científicos Espaciais.
Depois de se aposentar, Thomas serviu como associada do Centro UMBC para Pesquisa de Produtividade Híbrida Multicore. Ela continuou a orientar jovens por meio da Science Mathematics Aerospace Research and Technology, Inc. e da National Technical Association. A invenção de Thomas foi retratada em um livro de ficção infantil, televisão e videogames.
Por causa de sua carreira única e compromisso em dar algo de volta à comunidade, Thomas costumava falar com grupos de alunos desde a escola primária até a faculdade/universidade e grupos de adultos. Como modelo para potenciais jovens engenheiros e cientistas negros, ela fez centenas de visitas a escolas e reuniões nacionais ao longo dos anos. Ela orientou muitos estudantes que trabalhavam nos verões no Goddard Space Flight Center e julgou em feiras de ciências, trabalhando com organizações como a National Technical Association (NTA) e Women in Science and Engineering (WISE). Esses últimos programas incentivam estudantes de minorias e mulheres a seguir carreiras em ciências e tecnologia.

## Conquistas notáveis
Ao longo de sua carreira, Thomas ocupou cargos de alto nível na NASA, incluindo a colaboração do Large Area Crop Inventory Experiment (LACIE) entre a NASA, NOAA e USDA em 1974, atuando como gerente assistente de programa para Landsat/Nimbus (1975–1976), gerenciando o NSSDC Computer Facility (1985), gerenciando o projeto Space Physics Analysis Network (1986-1990), e servindo como chefe associada do Space Science Data Operations Office. Ela é autora de muitos artigos científicos e detém uma patente para o transmissor de ilusão. Por suas realizações, Thomas recebeu vários prêmios, incluindo o Goddard Space Flight Center Award of Merit e a Medalha de Igualdade de Oportunidades da NASA. Ela orientou inúmeros alunos do programa Mathematics Aerospace Research and Technology Inc.